# Breckin Meyer
Breckin Erin Meyer (Minneapolis, 7 maggio 1974) è un attore, sceneggiatore, doppiatore e batterista statunitense.

## Biografia
Figlio di genitori separati, dopo essere stato accettato all'Università statale della California, Breckin decide di intraprendere la scuola di recitazione. Oltre a recitare, esercita la professione di maestro d'asilo e suona come batterista con il fratello Frank Mayer nella band musicale Streetwalking Cheetahs con la quale nel 1995 incidono un disco. Successivamente la band si scioglie e Breckin ne forma una nuova, i Bellyroom con Seth Green e Alexander Martin.
Breckin si è sposato il 14 ottobre 2001 con la sceneggiatrice Deborah Kaplan dalla quale ha avuto due figlie, Caitlin e Clover; il 1º ottobre 2012 la coppia ha annunciato la separazione. Nel tempo libero continua a suonare la batteria. Dal 2011 al 2014 è stato il protagonista, assieme a Mark-Paul Gosselaar, della serie televisiva Franklin & Bash.

## Filmografia

### Attore

#### Cinema
- Nightmare 6 - La fine (Freddy's Dead: The Final Nightmare), regia di Rachel Talalay (1991)
- Conti in sospeso (Payback), regia di Anthony Hickox (1995)
- Ragazze a Beverly Hills (Clueless), regia di Amy Heckerling (1995)
- Giovani streghe (The Craft), regia di Andrew Fleming (1996)
- Fuga da Los Angeles (Escape from L.A.), regia di John Carpenter (1996)
- Prefontaine, regia di Steve James (1997)
- Touch, regia di Paul Schrader (1997)
- Dancer, Texas (Dancer, Texas Pop. 81), regia di Tim McCanlies (1998)
- Giovani, pazzi e svitati (Can't Hardly Wait), regia di Harry Elfont e Deborah Kaplan (1998)
- Studio 54 (54), regia di Mark Christopher (1998)
- Go - Una notte da dimenticare (Go), regia di Doug Liman (1999)
- Insider - Dietro la verità (The Insider), regia di Michael Mann (1999)
- Tail Lights Fade, regia di Malcolm Ingram (1999)
- Road Trip, regia di Todd Phillips (2000)
- Rat Race, regia di Jerry Zucker (2001)
- Kate & Leopold, regia di James Mangold (2001)
- Garfield - Il film (Garfield), regia di Pete Hewitt (2004)
- Blast, regia di Anthony Hickox (2004)
- Herbie - Il super Maggiolino (Herbie Fully Loaded), regia di Angela Robinson (2005)
- Un allenatore in palla (Rebound), regia di Steve Carr (2005)
- Garfield 2 (Garfield: A Tail of Two Kitties), regia di Tim Hill (2006)
- Caffeine, regia di John Cosgrove (2006)
- Blue State, regia di Marshall Lewy (2007)
- Corporate Affairs, regia di Dan Cohen (2008)
- Stag Night, regia di Peter A. Dowling (2008)
- La rivolta delle ex (Ghosts of Girlfriends Past), regia di Mark Waters (2009)
- The Maiden Heist - Colpo grosso al museo (The Maiden Heist), regia di Peter Hewitt (2009)
- White Room: 02B3, regia di Greg Aronowitz - cortometraggio (2012)
- 3 Geezers!, regia di Michelle Schumacher (2013)
- Happily, regia di BenDavid Grabinski (2021)

#### Televisione
- Blue Jeans (The Wonder Years) serie TV, episodio 2x01 (1988)
- Camp Cucamonga - film TV, regia di Roger Duchowny (1990)
- L.A. Law - Avvocati a Los Angeles (L.A. Law) – serie TV, episodio 4x13 (1990)
- The Home Court – serie TV, 20 episodi (1995-1996)
- Cinque in famiglia (Party of Five) – serie TV, episodio 3x09 (1996)
- A casa con i tuoi (Married to the Kellys) – serie TV, 22 episodi (2003-2004)
- Dr. House - Medical Division (House, M.D.) – serie TV, episodio 5x03 (2008)
- Heroes – serie TV, episodi 3x10-3x11 (2008)
- Franklin & Bash – serie TV, 40 episodi (2011-2014)
- Designated Survivor – serie TV, 6 episodi (2018)
- Good Girls - serie TV, 9 episodi (2021)

## Doppiaggio

### Cinema
- Roberto Benigni in Pinocchio

### Televisione
- Pit Pot (Potato Head Kids) – serie animata, episodi sconosciuti (1985)
- Robot Chicken – serie animata, 106 episodi (2005-in corso)
- Crossing Swords – serie animata, 4 episodi (2020-in corso)

## Doppiatori italiani
Nelle versioni in italiano delle opere in cui ha recitato, Breckin Meyer è stata doppiato da:
- Stefano Crescentini in Garfield - Il film, Garfield 2, La rivolta delle ex, Franklin & Bash, The Fix
- Fabrizio Manfredi in Dancer, Texas, Go - Una notte da dimenticare, Blue State
- Nanni Baldini in Kate & Leopold, Herbie - Il super Maggiolino, Designated Survivor
- Fabrizio Vidale in A casa con i tuoi, Party Down
- Simone Mori in Nightmare 6 - La fine
- Giorgio Borghetti in Ragazze a Beverly Hills
- Mauro Gravina in Prefontaine
- Alessandro Tiberi in Road Trip
- Fabio Boccanera in Studio 54
- Francesco Pezzulli in Un allenatore in palla
- Luigi Ferraro in Heroes
- Massimo De Ambrosis in Rat Race
- Marco Baroni in Caffeine
- Christian Iansante in Dr. House - Medical Division
- Riccardo Cascadan in Maiden Heist - Colpo grosso al museo
- Roberto Accornero in Good Girls

Da doppiatore è sostituito da:
- Davide Perino in Kim Possible
- Antonella Baldini in Robot Chicken
- Nanni Baldini in Robot Chicken
- Oreste Baldini in Robot Chicken
- Alessio De Filippis in King of the Hill